# Parachelifer monroensis
Parachelifer monroensis är en spindeldjursart som beskrevs av Nelson 1975. Parachelifer monroensis ingår i släktet Parachelifer och familjen tvåögonklokrypare. Inga underarter finns listade i Catalogue of Life.